# Damián Frascarelli
Damián Andrés Frascarelli Gutiérrez (Montevideo, 2 giugno 1985) è un calciatore uruguaiano, portiere del River Plate (M).

## Palmarès

### Club

#### Competizioni nazionali
- Campionato uruguaiano: 1

Peñarol: 2015-2016